# Гама-функция
В математиката, гама-функция (Γ) е разширение на факториелната функция до множеството на комплексните числа. Ако n е положително цяло число, то
{\displaystyle \Gamma (n)=(n-1)!}
Гама-функцията е определена за всички комплекси числа, с изключение за неположителните числа. За комплексни числа с положителна реална част, тя се определя чрез сходящ несобствен интеграл:
{\displaystyle \Gamma (z)=\int _{0}^{\infty }x^{z-1}e^{-x}\,dx}
Тази интегрална функция се разширява чрез аналитично продължение до всички комплексни числа, освен за неположителни числа (където функцията има прости полюси), което води до мероморфната функция, която наричаме гама-функция. Тя няма нули, така че реципрочната гама-функция 1/Γ(z) е холоморфна функция. Всъщност, гама-функцията съответства на трансформацията на Мелин на отрицателна експоненциална функция:
{\displaystyle \Gamma (z)=\{{\mathcal {M}}e^{-x}\}(z)}
Гама-функцията е компонента в различни функции за разпределение на вероятностите, като например тези, които се използват в областите на теорията на вероятностите, статистиката и комбинаториката.

## Определение

### Основно определение
Обозначението Γ(z) е въведено от Льожандър. Ако реалната част на комплексното число z е положителна (Re(z) > 0), тогава интегралът
{\displaystyle \Gamma (z)=\int _{0}^{\infty }x^{z-1}e^{-x}\,dx}
е абсолютно сходящ и е познат също като Ойлеров интеграл от втори род. След интегриране по части се получава следното:
{\displaystyle {\begin{aligned}\Gamma (z+1)&=\int _{0}^{\infty }x^{z}e^{-x}\,dx\\&=\left[-x^{z}e^{-x}\right]_{0}^{\infty }+\int _{0}^{\infty }zx^{z-1}e^{-x}\,dx\\&=\lim _{x\to \infty }(-x^{z}e^{-x})-(0e^{-0})+z\int _{0}^{\infty }x^{z-1}e^{-x}\,dx\end{aligned}}}
Тъй като {\displaystyle x\to \infty ,-x^{z}e^{-x}\to 0,} то
{\displaystyle {\begin{aligned}\Gamma (z+1)&=z\int _{0}^{\infty }x^{z-1}e^{-x}\,dx\\&=z\Gamma (z)\end{aligned}}}
Може да се изчисли {\displaystyle \Gamma (1)}:
{\displaystyle {\begin{aligned}\Gamma (1)&=\int _{0}^{\infty }x^{1-1}e^{-x}\,dx\\&=\left[-e^{-x}\right]_{0}^{\infty }\\&=\lim _{x\to \infty }(-e^{-x})-(-e^{-0})\\&=0-(-1)\\&=1\end{aligned}}}
От равенствата {\displaystyle \Gamma (1)=1} и {\displaystyle \Gamma (n+1)=n\Gamma (n)} следва, че
{\displaystyle \Gamma (n)=1\cdot 2\cdot 3\cdots (n-1)=(n-1)!}
за всички цели положителни числа {\displaystyle n}.
Тъждеството {\displaystyle \Gamma (z)={\frac {\Gamma (z+1)}{z}}} позволява да се разшири интегралната дефиниция на {\displaystyle \Gamma (z)} до мероморфна функция, определена за всички комплексни числа {\displaystyle z} с изключение на целите неположителни числа. Именно тази функция с максимално голямо дефиниционно множество обикновено се нарича гама-функция.

### Други определения

#### Определение на Ойлер (като безкрайно произведение)
Когато се търси приближение на z! за комплексно число z, се оказва, че е ефективно първо да изчисли n! за някакво голям число n, след което да се използва това за приближение на стойност за (n+z)!, а след това се използва рекурсивна връзка m! = m (m−1)! назад n пъти, за да се развие приближение за z!. Освен това тази апроксимация е точна в граници, когато n нараства към безкрайност.
По-конкретно, за определено цяло число m, важи
{\displaystyle \lim _{n\to \infty }{\frac {n!\;(n+1)^{m}}{(n+m)!}}=1\,}
и може да се провери дали същата формула важи, когато произволно цяло число m се замени с произволно комплексно число z
{\displaystyle \lim _{n\to \infty }{\frac {n!\;(n+1)^{z}}{(n+z)!}}=1\,.}
Умножавайки двете страни по z!, получаваме
{\displaystyle {\begin{aligned}z!&=\lim _{n\to \infty }n!{\frac {z!}{(n+z)!}}(n+1)^{z}\\&=\lim _{n\to \infty }{\frac {1\cdots n}{(1+z)\cdots (n+z)}}(n+1)^{z}\\&=\lim _{n\to \infty }{\frac {1\cdots n}{(1+z)\cdots (n+z)}}\left[\left(1+{\frac {1}{1}}\right)\left(1+{\frac {1}{2}}\right)\cdots \left(1+{\frac {1}{n}}\right)\right]^{z}\\&=\prod _{n=1}^{\infty }\left[{\frac {1}{1+{\frac {z}{n}}}}\left(1+{\frac {1}{n}}\right)^{z}\right].\end{aligned}}}
Това безкрайно произведение е сходящо за всички комплекси числа z освен за целите неположителни числа, при които рекурсивната връзка m! = m (m−1)!, приложена назад през стойността m = 0 включва деление на нула.
Аналогична формула във вид на безкрайно произведение важи за гама-функцията, когато нейният аргумент {\displaystyle z} е произволно комплексно число с изключение на целите неположителни числа:
{\displaystyle \Gamma (z)={\frac {1}{z}}\prod _{n=1}^{\infty }{\frac {\left(1+{\frac {1}{n}}\right)^{z}}{1+{\frac {z}{n}}}}\,.}
Основни свойства на гама-функцията:
{\displaystyle \Gamma (1)=1};
{\displaystyle \Gamma (z+1)=z\Gamma (z)} за всички комплексни числа {\displaystyle z} с изключение на целите неположителни числа;
{\displaystyle \lim _{n\to \infty }{\frac {\Gamma (n+z)}{(n-1)!\;n^{z}}}=1} за всички комплексни числа {\displaystyle z}.

#### Определение на Вайерщрас
Определението на гама-функцията от Карл Вайерщрас е също валидно за всички комплексни числа z, освен за неположителни числа:
{\displaystyle \Gamma (z)={\frac {e^{-\gamma z}}{z}}\prod _{n=1}^{\infty }\left(1+{\frac {z}{n}}\right)^{-1}e^{z/n}}
където {\displaystyle \gamma \approx 0,577216} е константата на Ойлер–Маскерони.

#### Определяне чрез обобщените полиноми на Лагер
Параметризация на непълната гама-функция чрез обобщените полиноми на Лагер:
{\displaystyle \Gamma (z,x)=x^{z}e^{-x}\sum _{n=0}^{\infty }{\frac {L_{n}^{(z)}(x)}{n+1}};}
безкрайният ред е сходящ за {\displaystyle \operatorname {Re} (z)>-1} и {\displaystyle x>0}.
Нестандартна параметризация на непълната гама-функция чрез полиномите на Лагер:
{\displaystyle \Gamma (z,t)=t^{z}\sum _{n=0}^{\infty }{\frac {L_{n}^{(z)}(t)}{z+n}};}
безкрайният ред е сходящ за {\displaystyle \operatorname {Re} (z)<1/2}.

## Свойства

### Общи
Други важни функционални уравнения за гама-функцията са формулата на отражението на Ойлер
{\displaystyle \Gamma (1-z)\Gamma (z)={\pi  \over \sin {(\pi z)}},\qquad z\not \in \mathbb {Z} }
която предполага
{\displaystyle \Gamma (\varepsilon -n)=(-1)^{n-1}\;{\frac {\Gamma (-\varepsilon )\Gamma (1+\varepsilon )}{\Gamma (n+1-\varepsilon )}},}
и дупликационната формула
{\displaystyle \Gamma (z)\Gamma \left(z+{\tfrac {1}{2}}\right)=2^{1-2z}\;{\sqrt {\pi }}\;\Gamma (2z).}
Дупликационната формула е особен случай на теоремата за мултиплициране.
{\displaystyle \prod _{k=0}^{m-1}\Gamma \left(z+{\frac {k}{m}}\right)=(2\pi )^{\frac {m-1}{2}}\;m^{{\frac {1}{2}}-mz}\;\Gamma (mz).}
Просто, но полезно свойство, което може да се забележи от определянето на границите, е:
{\displaystyle {\overline {\Gamma (z)}}=\Gamma ({\overline {z}})\;\Rightarrow \;\Gamma (z)\Gamma ({\overline {z}})\in \mathbb {R} }
В частност, с z = a+bi, това произведение е:
{\displaystyle |\Gamma (a+bi)|^{2}=|\Gamma (a)|^{2}\prod _{k=0}^{\infty }{\frac {1}{1+{\frac {b^{2}}{(a+k)^{2}}}}}}
{\displaystyle |\Gamma (bi)|^{2}={\frac {\pi }{b\sinh {(\pi b)}}}}
{\displaystyle |\Gamma \left({\tfrac {1}{2}}+bi\right)|^{2}={\frac {\pi }{\cosh {(\pi b)}}}}
Може би най-известната стойност на гама-функцията при аргумент, който не е цяло число, е:
{\displaystyle \Gamma \left({\tfrac {1}{2}}\right)={\sqrt {\pi }},}
което може да бъде намерено чрез полагане на z = 12 в дупликационанта формула или формулата на отражението, използвайки връзката с бета-функцията, дадена по-долу с x = y = 12, или просто замествайки u = √x в интегралното определение на гама-функцията, което води до Гаусов интеграл. По принцип за неотрицателни стойности на n имаме:
{\displaystyle {\begin{aligned}\Gamma \left({\tfrac {1}{2}}+n\right)&={(2n)! \over 4^{n}n!}{\sqrt {\pi }}={\frac {(2n-1)!!}{2^{n}}}{\sqrt {\pi }}={n-{\frac {1}{2}} \choose n}n!{\sqrt {\pi }}\\\Gamma \left({\tfrac {1}{2}}-n\right)&={(-4)^{n}n! \over (2n)!}{\sqrt {\pi }}={\frac {(-2)^{n}}{(2n-1)!!}}{\sqrt {\pi }}={\frac {\sqrt {\pi }}{{-{\frac {1}{2}} \choose n}n!}}\end{aligned}}}
където n!! обозначава двойния факториел на n.
Може да е примамливо резултатът да се обобщи до Γ(12) = √π, търсейки формула за други индивидуални стойности Γ(r), при които r е рационално число. Обаче, тези числа не са изразими сами по себе си по отношение на елементарните функции. Доказано е, че Γ(n + r) е трансцендентно число и алгебрическо независимо от π за всяко цяло число n и за всяка от дробите r = 16, 14, 13, 23, 34, 56. По принцип при изчисляването на стойности на гама-функция е добре да се използват числени приближения.
Друга полезна граница за асимптотично приближение е:
{\displaystyle \lim _{n\to \infty }{\frac {\Gamma (n+\alpha )}{\Gamma (n)n^{\alpha }}}=1,\qquad \alpha \in \mathbb {C} }
Производните на гама-функцията се описват по отношение на полигама-функция. Например:
{\displaystyle \Gamma '(z)=\Gamma (z)\psi _{0}(z).}
За положително цяло число m производната на гама-функцията може да бъде изчислена така:
{\displaystyle \Gamma '(m+1)=m!\left(-\gamma +\sum _{k=1}^{m}{\frac {1}{k}}\right)\,.}
Тук γ е константата на Ойлер – Маскерони. За Re(x) > 0, n-тата производна на гама-функцията е:
{\displaystyle {\frac {d^{n}}{dx^{n}}}\Gamma (x)=\int _{0}^{\infty }t^{x-1}e^{-t}(\ln t)^{n}\,dt.}
Използвайки тъждеството
{\displaystyle \Gamma ^{(n)}(1)=(-1)^{n}n!\sum \limits _{\pi \,\vdash \,n}\,\prod _{i=1}^{r}{\frac {\zeta ^{*}(a_{i})}{k_{i}!\cdot a_{i}}}\qquad \zeta ^{*}(x):={\begin{cases}\zeta (x)&x\neq 1\\\gamma &x=1\end{cases}}}
където ζ(z) е дзета-функция на Риман с части
{\displaystyle \pi =(\underbrace {a_{1},\dots ,a_{1}} _{k_{1}},\dots ,\underbrace {a_{r},\dots ,a_{r}} _{k_{r}}),}
се получава
{\displaystyle \Gamma (z)={\frac {1}{z}}-\gamma +{\tfrac {1}{2}}\left(\gamma ^{2}+{\frac {\pi ^{2}}{6}}\right)z-{\tfrac {1}{6}}\left(\gamma ^{3}+{\frac {\gamma \pi ^{2}}{2}}+2\zeta (3)\right)z^{2}+O(z^{3}).}

### Формула на Стирлинг
Поведението на {\displaystyle \Gamma (z)} за нарастваща положителна променлива е просто: функцията нараства бързо – по-бързо от експоненциална функция. Асимптотично докато {\displaystyle z\to \infty }, големината на гама-функцията се извежда от формулата на Стирлинг:
{\displaystyle \Gamma (z+1)\sim {\sqrt {2\pi z}}\left({\frac {z}{e}}\right)^{z},}
където символът {\displaystyle \sim } означава, че отношението на двете страни е сходящо към 1 или е асимптотично сходящо.

### Остатък
Поведението на функцията при неположителни {\displaystyle z} е по-сложно. Ойлеровият интеграл не е сходящ за {\displaystyle z\leq 0}, но функцията, която определя в положителната комплексна равнина, има уникално аналитично продължение към отрицателната равнина. Един начин да се намери това аналитично продължение е да се използва интеграла на Ойлер за положителни аргументи и да се разшири областта до отрицателните числа чрез постоянно прилагане на рекурсивната формула,
{\displaystyle \Gamma (z)={\frac {\Gamma (z+n+1)}{z(z+1)\cdots (z+n)}},}
избирайки такова {\displaystyle n}, че {\displaystyle z+n} да е положително. Произведението в знаменателя е нула, когато {\displaystyle z} е равно на кое да е от целите числа {\displaystyle 0,-1,-2,\cdots }. Оттук, гама-функцията трябва да е неопределена в тези точки, за да се избегне деление на нула. Това е мероморфна фнукция с прости полюси при неположителни цели числа.
Това определение може да бъде пренаписано така:
{\displaystyle (z+n)\Gamma (z)={\frac {\Gamma (z+n+1)}{z(z+1)\cdots (z+n-1)}}.}
За функция {\displaystyle f} с комплексна променлива {\displaystyle z}, при прост полюс {\displaystyle c} остатъкът на {\displaystyle f} се извежда чрез:
{\displaystyle \operatorname {Res} (f,c)=\lim _{z\to c}(z-c)f(z).}
Когато {\displaystyle z=-n,}
{\displaystyle \Gamma (z+n+1)=\Gamma (1)=1}
и
{\displaystyle z(z+1)\cdots (z+n-1)=(-1)^{n}n!}
Така че, остатъците на гама-функцията в тези точки са:
{\displaystyle \operatorname {Res} (\Gamma ,-n)={\frac {(-1)^{n}}{n!}}.}
Гама-функцията е ненулева навсякъде по дължина на реалната ос, макар че става произволно близка до нула, докато z → −∞. Всъщност, не съществува комплексно число {\displaystyle z}, за което {\displaystyle \Gamma (z)=0} и следователно реципрочната гама-функция {\displaystyle {\frac {1}{\Gamma (z)}}} е цяла функция с нули при {\displaystyle z=0,-1,-2,\cdots }.

### Минимуми
Гама-функцията има локален минимум при {\displaystyle z_{\mathrm {min} }\approx 1,46163}, където достига стойност от {\displaystyle \Gamma \left(z_{\mathrm {min} }\right)\approx 0,885603}. Гама-функцията трябва да има редуващ се знак между полюсите, защото произведението в напредващата рекурсивност съдържа нечетен брой отрицателни коефициенти, ако броят полюси между {\displaystyle z} и {\displaystyle z+n} е нечетен, и четен брой, ако броят полюси е четен.

### Разширение чрез ред на Фурие
Логаритъмът на гама-функцията има следното разширение чрез ред на Фурие за {\displaystyle 0<z<1}:
{\displaystyle \ln \Gamma (z)=\left({\frac {1}{2}}-z\right)(\gamma +\ln 2)+(1-z)\ln \pi -{\frac {1}{2}}\ln \sin(\pi z)+{\frac {1}{\pi }}\sum _{n=1}^{\infty }{\frac {\ln n}{n}}\sin(2\pi nz),}

### Формула на Раабе
През 1840 г. Йозеф Лудвиг Раабе доказва, че
{\displaystyle \int _{a}^{a+1}\ln \Gamma (z)\,dz={\tfrac {1}{2}}\ln 2\pi +a\ln a-a,\quad a>0.}
В частност, ако a = 0, тогава
{\displaystyle \int _{0}^{1}\ln \Gamma (z)\,dz={\tfrac {1}{2}}\ln 2\pi .}
Тази формула се използва, когато искаме да получим сходяща версия на формулата на Стирлинг. С помощта на формулата на трапеците може да се покаже, че
{\displaystyle \ln \Gamma (1+z)=z\ln z-z+{\tfrac {1}{2}}\ln 2\pi z+\int _{0}^{\infty }{\frac {2\arctan({\frac {t}{z}})}{e^{2\pi t}-1}}\,dt}

### Пи-функция
Алтернативна нотация, първоначално въведена от Гаус, е пи-функцията, която по отношение на гама-функцията е:
{\displaystyle \Pi (z)=\Gamma (z+1)=z\Gamma (z)=\int _{0}^{\infty }e^{-t}t^{z}\,dt,}
така че Π(n) = n! за всяко неотрицателно цяло число n.
Използвайки пи-функция, формулата на отражение приема формата
{\displaystyle \Pi (z)\Pi (-z)={\frac {\pi z}{\sin(\pi z)}}={\frac {1}{\operatorname {sinc} (z)}}}
където sinc е нормализираната функция sinc, докато теоремата за мултиплициране приема формата
{\displaystyle \Pi \left({\frac {z}{m}}\right)\,\Pi \left({\frac {z-1}{m}}\right)\cdots \Pi \left({\frac {z-m+1}{m}}\right)=(2\pi )^{\frac {m-1}{2}}m^{-z-{\frac {1}{2}}}\Pi (z).}
Понякога може да се намери и
{\displaystyle \pi (z)={\frac {1}{\Pi (z)}},}
което е цяла функция, определена за всяко комплексно число, също както и реципрочната гама функция. Това, че {\displaystyle \pi \left(z\right)} е цяла, ще рече, че няма полюси, така че {\displaystyle \Pi \left(z\right)}, също както и {\displaystyle \Gamma \left(z\right)}, няма нули.
Обемът на n-елипсоид с радиуси r1, …, rn може да бъде изразен като
{\displaystyle V_{n}(r_{1},\dotsc ,r_{n})={\frac {\pi ^{\frac {n}{2}}}{\Pi \left({\frac {n}{2}}\right)}}\prod _{k=1}^{n}r_{k}.}

### Определени стойности
Някои определени стойности на гама-функцията са:
{\displaystyle {\begin{array}{rcccl}\Gamma \left(-{\tfrac {3}{2}}\right)&=&{\tfrac {4}{3}}{\sqrt {\pi }}&\approx &2.363\,271\,801\,207\\\Gamma \left(-{\tfrac {1}{2}}\right)&=&-2{\sqrt {\pi }}&\approx &-3.544\,907\,701\,811\\\Gamma \left({\tfrac {1}{2}}\right)&=&{\sqrt {\pi }}&\approx &1.772\,453\,850\,906\\\Gamma (1)&=&0!&=&1\\\Gamma \left({\tfrac {3}{2}}\right)&=&{\tfrac {1}{2}}{\sqrt {\pi }}&\approx &0.886\,226\,925\,453\\\Gamma (2)&=&1!&=&1\\\Gamma \left({\tfrac {5}{2}}\right)&=&{\tfrac {3}{4}}{\sqrt {\pi }}&\approx &1.329\,340\,388\,179\\\Gamma (3)&=&2!&=&2\\\Gamma \left({\tfrac {7}{2}}\right)&=&{\tfrac {15}{8}}{\sqrt {\pi }}&\approx &3.323\,350\,970\,448\\\Gamma (4)&=&3!&=&6\end{array}}}
Гама-функцията с комплексни стойности е неопределена за неположителни числа, но в тези случаи стойността може да се определени в Риманова сфера като ∞. Реципрочната гама функция е точно определена и аналитична при този стойности (и в цялата комплексна равнина):
{\displaystyle {\frac {1}{\Gamma (-3)}}={\frac {1}{\Gamma (-2)}}={\frac {1}{\Gamma (-1)}}={\frac {1}{\Gamma (0)}}=0.}